# Burgstetten
Burgstetten là một xã ở the huyện Rems-Murr thuộc bang Baden-Württemberg nước Đức. Đô thị này có diện tích 10,29 km², dân số thời điểm ngày 31 tháng 12 năm 2006 là 3437 người.